# Ерин Уот
Ерин Уот (на английски: Erin Watt) е съвместен псевдоним на канадската писателка Ел Кенеди (на английски: Elle Kennedy) и на американската писателка Джен Фредерик (на английски: Jen Frederick), авторки на произведения в жанра любовен роман.
През 2016 г. е издаден романа им „Парцалена принцеса“ от бестселъровата поредица „Семейство Роял“. Главната героиня, младата Ела Харпър, работи като стриптизьорка, за да плаща сметките на майка си за болница. След смъртта ѝ тя трябва да се оправя сама, но един ден среща милиардера Кълъм Роял, който става неин настойник и я отвежда в замъка си и в свят на нечуван лукс. Там обаче са петимата красиви синове на Кълъм, които я третират като нежелана натрапница и Парцаливка, а единият от тях – Рийд, е особено жесток с нея. Но въпреки това тя е привлечена от него...

## Произведения

### Самостоятелни романи
- When It's Real (2017)
Когато е истина, изд.: „Егмонт България“, София (2019), прев. Юлия Чернева, ISBN 978-954-27-2280-9
- One Small Thing (2018)
Едно малко нещо, изд.: „Егмонт България“, София (2019), прев. Юлия Чернева, ISBN 978-954-27-2289-2

### Серия „Семейство Роял“ (Royals)
1. Paper Princess (2016)
Парцалена принцеса, изд.: „Егмонт България“, София (2017), прев. Красимира Абаджиева, ISBN 978-954-27-1961-8
2. Broken Prince (2016)
Стъклен принц, изд.: „Егмонт България“, София (2017), прев. Галя Георгиева, ISBN 978-954-27-2073-7
3. Twisted Palace (2016)
Пясъчен замък, изд.: „Егмонт България“, София (2017), прев. Галя Георгиева, ISBN 978-954-27-2127-7
4. Fallen Heir (2017)
Прокудената наследница, изд.: „Егмонт България“, София (2018), прев. Галя Георгиева, ISBN 978-954-27-2144-4
5. Cracked Kingdom (2018)
Пропукано кралство, изд.: „Егмонт България“, София (2018), прев. Юлия Чернева, ISBN 978-954-27-2190-1

#### Съпътстващи издания
- Tarnished Crown (2017)
Опетнена корона, изд.: „Егмонт България“, София (2022), ISBN 978-954-272-708-8